# 存在理由〜Raison d'être〜
『存在理由〜Raison d'être〜』（そんざいりゆう レゾン・デートル）は、日本のシンガーソングライターであるさだまさしのソロ42枚目のオリジナル・アルバム。2020年5月20日にJVCケンウッド・ビクターエンタテインメントよりリリースされた。

## 概要
オリジナル・アルバムは『Reborn〜生まれたてのさだまさし〜』以来1年10ヶ月ぶりとなる。楽曲提供曲のセルフカバー含む13曲収録。ジャケットはさだが手掛けたイラストとなっている。

## チャート成績
2020年6月1日付のオリコン週間ランキングでは初動1万枚を売上、週間6位にランクイン。

## 収録曲
| #         | タイトル                               | 作詞       | 作曲       | 編曲       | 時間  |
| --------- | -------------------------------------- | ---------- | ---------- | ---------- | ----- |
| 1.        | 「さだまさしの名によるワルツ」(澤和樹) |            | 澤和樹     | 松岡あさひ | 0:59  |
| 2.        | 「銀河鉄道の夜」                       | さだまさし | さだまさし | 渡辺俊幸   | 6:07  |
| 3.        | 「残したい花について」                 | さだまさし | さだまさし | 渡辺俊幸   | 5:11  |
| 4.        | 「存在理由 〜Raison d'être〜」         | さだまさし | さだまさし | 渡辺俊幸   | 4:06  |
| 5.        | 「桜紅葉」                             | さだまさし | さだまさし | 河野圭     | 4:39  |
| 6.        | 「奇跡の人」                           | さだまさし | さだまさし | 倉田信雄   | 5:47  |
| 7.        | 「ペンギン皆きょうだい2020」           | さだまさし | さだまさし | 倉田信雄   | 5:19  |
| 8.        | 「たとえば」                           | さだまさし | 小田和正   | 小田和正   | 5:14  |
| 9.        | 「心かさねて 〜長崎の空から〜」        | さだまさし | さだまさし | 渡辺俊幸   | 3:51  |
| 10.       | 「おかあさんへ」                       | さだまさし | さだまさし | 渡辺俊幸   | 3:51  |
| 11.       | 「漂流」                               | さだまさし | 照屋林賢   | 渡辺俊幸   | 5:52  |
| 12.       | 「柊の花」                             | さだまさし | さだまさし | 渡辺俊幸   | 4:54  |
| 13.       | 「ひと粒の麦 〜Moment〜」              | さだまさし | さだまさし | 渡辺俊幸   | 6:54  |
| 合計時間: | 合計時間:                              | 合計時間:  | 合計時間:  | 合計時間:  | 62:44 |

## 楽曲解説
特記以外作詞・作曲：さだまさし
さだまさしの名によるワルツ
作曲：澤和樹、編曲：松岡あさひ
当時の東京藝術大学学長、澤和樹による「サダマサシ」を音階に当てはめた演奏曲。
銀河鉄道の夜
編曲：渡辺俊幸
アニメ映画『ジョバンニの島』への提供主題歌のセルフカバー
残したい花について
編曲：渡辺俊幸
岩崎宏美への楽曲提供のセルフカバー
存在理由 〜Raison d'être〜
編曲：渡辺俊幸
桜紅葉
編曲：河野圭
トワ・エ・モワへの楽曲提供のセルフカバー
奇跡の人
編曲：倉田信雄
関ジャニ∞への楽曲提供のセルフカバー
ペンギン皆きょうだい2020
編曲：倉田信雄
1997年のシングル曲「ペンギン皆兄弟」のリメイク
たとえば (TBS「クリスマスの約束2007」より) With 小田和正
作曲・編曲：小田和正
2007年放送のTBSテレビ『クリスマスの約束』で小田和正と共作した楽曲
心かさねて ～長崎の空から～
編曲：渡辺俊幸
おかあさんへ
編曲：渡辺俊幸
小林幸子への楽曲提供のセルフカバー
漂流
作曲：照屋林賢、編曲：渡辺俊幸
柊の花
編曲：渡辺俊幸
ひと粒の麦 ～Moment～
編曲：渡辺俊幸
間奏・エンディングにベートーベンのピアノソナタ第8番（悲愴）第2楽章が使用されている。